# Бриллиантовый полицейский
«Бриллиантовый полицейский» (англ. Blue Streak) — американский комедийный боевик 1999 года.

## Сюжет
Майлсу Логану (Мартин Лоуренс), вору экстра-класса, удалось похитить из тщательно охраняемого тайника огромный огранённый алмаз стоимостью 17 миллионов долларов. Но полиция подоспела неожиданно быстро. И всё же Логан успел за несколько минут до ареста спрятать сокровище в вентиляционной трубе строящегося поблизости здания. Два года спустя, выйдя из тюрьмы, Майлс сразу отправился за камнем. Каковы же были его удивление и ужас, когда он обнаружил, что в заветном месте расположен полицейский участок! Чтобы выяснить, что стало с его «заначкой», Логан становится «служителем закона» и работает, не покладая рук. За считаные часы закоренелый рецидивист делает головокружительную карьеру и становится руководителем целого подразделения. Однако всё это время за действиями Логана внимательно следил один из его сообщников по краже бриллианта — и принял меры…

## В ролях
- Мартин Лоуренс — Майлс Логан / детектив Милоун
- Люк Уилсон — детектив Карлсон
- Уильям Форсайт — детектив Хардкастл
- Питер Грин — Дикон
- Дэйв Шапелл — Талли
- Николь Ари Паркер — Мелисса Грин, адвокат
- Олек Крупа — Жан Лафлёр
- Джон Хоукс — Эдди
- Ричард Сарафьян — дядя Лу
- Саверио Гуэрра — Бенни, водитель грузовика
- Тамала Джонс — Джанис, девушка Майлса
- Октавия Спенсер — Шона, кузина Джанис
- Кармен Аргензиано — капитан Пенелли
- Грэм Бекел — Риццо, шеф полицейского участка

## Саундтрек
1. «Girl’s Best Friend» — Jay-Z
2. «Criminal Mind» — Tyrese featuring Heavy D
3. «Damn (Should’ve Treated U Right)» — So Plush featuring Ja Rule
4. «While You Were Gone» — Kelly Price
5. «I Put You On» — Keith Sweat featuring Da Brat
6. «Blue Diamond» — Raekwon featuring Chip Banks
7. «Get Away» — TQ and Krayzie Bone
8. «Rock Ice» — Hot Boys featuring Big Tymers
9. «Na Na Be Like» — Foxy Brown
10. «Gimme My Money» — Rehab
11. «Da Freak» — Da Shortiez featuring 69 Boyz
12. «Please Don’t Forget About Me» — Ruff Endz
13. «All Eyes on Me (Revisiting Cold Blooded)» — Strings featuring Keith Sweat
14. «Playboy Like Me» — Playa

## Интересные факты
- Кассовые сборы составили 68,2 млн $ в США.